# Pirata sagitta
Pirata sagitta är en spindelart som först beskrevs av Cândido Firmino de Mello-Leitão 1941. 
Pirata sagitta ingår i släktet Pirata och familjen vargspindlar. Inga underarter finns listade i Catalogue of Life.